# Karl Förstel
Karl Förstel (* 24. Februar 1928; † 5. Juli 2018) war ein deutscher Altphilologe.

## Leben
Im Wintersemester 1966/1967 unterrichtete Karl Förstel die Übersetzungskurse Deutsch-Latein an der Ruhr-Universität Bochum. Im Wintersemester 1970/71 wurde er mit Untersuchungen zum Homerischen Apollonhymnos bei Hellmut Flashar an der Universität Bochum promoviert. Zuletzt war er im dortigen Seminar für Klassische Philologie als Studiendirektor im Hochschuldienst tätig. Bekannt geworden ist er durch seine Übersetzungen aus dem Griechischen im Rahmen des von Reinhold F. Glei herausgegebenen Corpus Islamo-Christianum.

## Schriften (Auswahl)
- Untersuchungen zum Homerischen Apollonhymnos. Bochum, Studienverlag Brockmeyer 1979 (Diss. Bochum 1970/71).
- Manuel II. Palaiologos, Dialoge mit einem Muslim, I. Kommentierte griechisch-deutsche Textausgabe. Echter Verlag, Würzburg / Oros Verlag, Altenberge 1993 (Corpus Islamo-Christianum, Series Graeca, 4.1).
- Manuel II. Palaiologos, Dialoge mit einem Muslim, II. Kommentierte griechisch-deutsche Textausgabe. Echter Verlag, Würzburg / Oros Verlag, Altenberge 1995 (Corpus Islamo-Christianum, Series Graeca, 4.2).
- Manuel II. Palaiologos, Dialoge mit einem Muslim, III. Kommentierte griechisch-deutsche Textausgabe. Echter Verlag, Würzburg / Oros Verlag, Altenberge 1996 (Corpus Islamo-Christianum, Series Graeca, 4.3).
- Niketas von Byzanz, Schriften zum Islam, I. Griechisch-deutsche Textausgabe. Echter Verlag, Würzburg / Oros Verlag, Altenberge 2000 (Corpus Islamo-Christianum, Series Graeca, 5).
- Johannes Kantakuzenos, Christentum und Islam. Apologetische und polemische Schriften. Griechisch-deutsche Textausgabe. Oros Verlag, Altenberge 2005 (Corpus Islamo-Christianum, Series Graeca, 6).
- Schriften zum Islam von Arethas und Euthymios Zigabenos und Fragmente der griechischen Koranübersetzung. Griechisch-deutsche Textausgabe. Harrassowitz Verlag, Wiesbaden 2009 (Corpus Islamo-Christianum, Series Graeca, 7).[3]